# Geodia papyracea
Geodia papyracea är en svampdjursart som beskrevs av George John Hechtel 1965. Geodia papyracea ingår i släktet Geodia och familjen Geodiidae.
Artens utbredningsområde är havet kring Jamaica. Inga underarter finns listade i Catalogue of Life.